# أرت بوالو
أرت بوالو هو منافس ألعاب قوى كندي، ولد في 9 أكتوبر 1957 في إدمونتون في كندا.

## وصلات خارجية
- أرت بوالو على موقع الاتحاد الدولي لألعاب القوى (الإنجليزية)
- أرت بوالو على موقع الاتحاد الكندي لألعاب القوى (الإنجليزية)
- أرت بوالو على موقع رابطة إحصائيات سباق الطريق (الإنجليزية)
- أرت بوالو على موقع اللجنة الأولمبية الدولية (الإنجليزية)
- أرت بوالو على موقع أوليمبيديا (الإنجليزية)
- أرت بوالو على موقع اللجنة الأولمبية الكندية (الإنجليزية)
- أرت بوالو على موقع اتحاد ألعاب الكومنولث (مؤرشف) (الإنجليزية)